# Associação das Escolas de Samba de Pernambuco
A Associação das Escolas de Samba de Pernambuco - AESPE - é uma entidade representativa de escolas de samba do estado de Pernambuco, Brasil. Foi fundada como uma dissidência da FESAPE, organizando seu primeiro concurso carnavalesco a partir de 2000 até 2002, quando para o ano seguinte a Fundação de Cultura da Cidade do Recife assumiu o evento, unificando novamente a competição. Apesar disso, ainda as escolas de samba estão divididas entre FESAPE e AESPE, reconhecendo uma ou outra como seu órgão representativo oficial junto ao poder público e instituições privadas.
A AESP é ligada à Associação Carnavalesca de Pernambuco. Entre as escolas filiadas à AESPE atualmente estão: Estudantes de São José, Unidos de São Carlos, Queridos da Mangueira, Deixa Falar e Preto Velho.